# Первомайське (Теренкольський район)
Первома́йське (каз. Первомайское) — село у складі Теренкольського району Павлодарської області Казахстану. Входить до складу Октябрського сільського округу.
Населення — 131 особа (2021; 198 у 2009, 340 у 1999, 585 у 1989).
Національний склад станом на 1989 рік:
- росіяни — 41 %;
- німці — 31 %;
- казахи — 21 %.

У радянські часи село називалось також Первомайськ.